# Mark Gray
Mark Gray (* 16. August 1973 in Baston, Lincolnshire) ist ein englischer Billardspieler.
Er begann seine Karriere im Snooker und spielte zwischen 1992 und 2005 insgesamt zwölf Jahre als Profi auf der World Snooker Tour. In dieser Zeit gelangte er zweimal in die Runde der letzten 32 (British Open 1998, 1999) und kam in der Weltrangliste auf den 79. Platz.
Später wechselte er zum Poolbillard, in dem er sich zu einem der besten Spieler Europas entwickelte. So gelangte er in die Top 25 der Weltrangliste und war mehrere Jahre lang Spitzenreiter der Euro-Tour-Rangliste. Er gewann unter anderem sechs Euro-Tour-Turniere und wurde 2011 Weltmeisterschaftsdritter in der Disziplin 9-Ball.
Daneben gewann er mit dem europäischen Team dreimal den Mosconi Cup (2008, 2014, 2016) und wurde 2010 mit der britischen Nationalmannschaft Teamweltmeister.

## Karriere

### Snooker

#### 1991–1994: Anfänge
Im September 1991 trat Gray erstmals in Erscheinung, als er bei den Pontins Autumn Open durch einen Sieg gegen Stuart Pettman das Achtelfinale erreichte, in dem er gegen Nick Pearce ausschied. Bei der englischen Amateurmeisterschaft gelangte er 1992 ins Halbfinale der Südgruppe, in dem er Ronnie O’Sullivan mit 6:8 unterlag.
Ab der Saison 1992/93 spielte Gray auf der World Snooker Tour. In seiner ersten Spielzeit auf der Tour kam er fünfmal mindestens in die Runde der letzten 128. Erstmals gelang ihm dies beim Grand Prix 1992, als er unter anderem John Manley, Steve Ventham, Tommy Murphy und Jason Smith besiegte, bevor er gegen Bradley Jones verlor. Nachdem er bei der Benson and Hedges Championship 1992 erneut unter die besten 128 gekommen war, gelangte er beim ersten Event der Strachan Challenge erstmals in die Runde der letzten 64, in der er dem Schotten Chris Small unterlag. Bei den British Open 1993 und bei den Asian Open 1993 erreichte er erneut die Runde der letzten 128. In der Qualifikation zur Weltmeisterschaft 1993 musste er hingegen eine Auftaktniederlage gegen Ian Sargeant hinnehmen.
Auch in seiner zweiten Spielzeit auf der Profitour gewann er bei den meisten Turnieren mindestens ein Spiel. Dreimal scheiterte er in der Auftaktrunde, unter anderem in der Qualifikation zur WM 1994 gegen Stuart Pettman. Sein bestes Saisonergebnis erzielte er bei den Thailand Open 1994, als er in die Runde der letzten 96 einzog und gegen Rod Lawler verlor. Daneben erreichte er bei der UK Championship 1993 und den British Open 1994 die Runde der letzten 128 und in der Weltrangliste kam er am Saisonende erstmals unter die besten 200.

#### 1994–1997: Etablierung auf der Profitour
Zu Beginn der Saison 1994/95 musste Gray drei Auftaktniederlagen in Folge hinnehmen. Sein erster Sieg gelang ihm bei der UK Championship 1994, bei der er sich unter anderem gegen Spencer Dunn durchsetzte und die Runde der letzten 96 erreichte. Dieses Abschneiden wiederholte er bei den British Open 1995, nachdem er im weiteren Saisonverlauf bei drei von vier Turnieren sein Auftaktspiel gewonnen hatte und einmal in die Runde der letzten 128 (International Open 1995) eingezogen war. Im April 1995 gelang ihm sein erster Sieg in der WM-Qualifikation; er besiegte unter anderem Andrew Peters und Shaun Mellish und zog in die Runde der letzten 128 ein, in der er sich Ian Brumby mit 8:10 geschlagen geben musste. Zum Saisonende belegte er in der Weltrangliste den 150. Platz und in den folgenden beiden Jahren änderte sich seine Platzierung nur geringfügig.
In der Spielzeit 1995/96 blieb Gray bei vier von zehn Turnieren sieglos, unter anderem bei der WM 1996, als er gegen Neil Tomkins mit 4:5 verlor. Seine besten Ergebnisse erzielte er in der zweiten Saisonhälfte, als er bei den Welsh Open, den Thailand Open und den British Open unter die besten 128 kam.
Am Anfang der folgenden Saison zog Gray beim Grand Prix erstmals in die Hauptrunde eines Ranglistenturniers ein, als er unter anderem durch Siege gegen Colin Morton, Joe Perry und David Roe in die Runde der letzten 64 gelangte, in der er dem späteren Turniersieger Mark Williams mit 3:5 unterlag. Im weiteren Saisonverlauf kam er zweimal mindestens in die Runde der letzten 128, wohingegen er bei der WM-Qualifikation erneut eine Auftaktniederlage hinnehmen musste, diesmal gegen Geoff Dunn.
Nachdem die Profitour in den Vorjahren für alle Spieler offen gewesen war, wurde im Sommer 1997 die Teilnehmerzahl reduziert und Gray verlor somit seinen Startplatz. Im Juli 1997 erreichte er bei der Amateureuropameisterschaft das Viertelfinale, in dem er Graham Horne mit 2:6 unterlag. Wenig später sicherte er sich über die WPBSA Qualifying School den Verbleib auf der Profitour.

#### 1997–2000: Aufstieg in die Top 100
Im Verlauf der Saison 1997/98 steigerte Gray seine Ergebnisse. Während er bei den ersten fünf Turnieren nur bei den German Open ein Spiel gewann, erreichte er beim Thailand Masters 1998 die Runde der letzten 48 und zog bei den British Open 1998 durch Siege gegen Jimmy Michie (5:3) und Jimmy White (5:4) in die Runde der letzten 32 ein, in der er gegen Dominic Dale mit 3:5 verlor. In der Qualifikation zur WM 1998 musste er hingegen eine 9:10-Auftaktniederlage gegen Simon Bedford hinnehmen. Am Saisonende kam Gray in der Weltrangliste erstmals unter die besten 100 und belegte den 98. Platz.
In der folgenden Spielzeit kam Gray dreimal über die zweite Runde hinaus. Erstmals gelang ihm dies im September 1998, als er in der Qualifikation zur China International 1999 unter anderem Willie Thorne und Mick Price besiegte und in der Runde der letzten 48 gegen Paul Hunter verlor. Nachdem er im Januar 1999 bei den Welsh Open die Runde der letzten 64 erreicht hatte, in der er gegen John Parrott ausschied, zog er im April bei den British Open zum zweiten Mal ins Sechzehntelfinale ein; nachdem er in der unter anderem gegen Björn Haneveer, Paul Wykes und Jamie Burnett gewonnen hatte, musste er sich in der Runde der letzten 32 Peter Ebdon mit 4:5 knapp geschlagen geben. In der Qualifikation zur WM 1999 verlor Gray gegen Robert Milkins (6:10) und musste damit zum dritten Mal in der Saison eine Auftaktniederlage hinnehmen. Zum Saisonende erzielte er mit dem 79. Rang die beste Weltranglistenplatzierung seiner Karriere.
In der Saison 1999/2000 blieben seine Ergebnisse ähnlich. Er scheiterte dreimal in der ersten Qualifikationsrunde, unter anderem bei der WM 2000 gegen Malcolm Bilclough (9:10), und gelangte zweimal in die Hauptrunde. Im November 1999 zog er bei der UK Championship durch Siege gegen Eddie Manning und Martin Clark erstmals in die Endrunde ein und unterlag in der Runde der letzten 64 dem Iren Ken Doherty (2:9). Im April 2000 erreichte er bei den Scottish Open die Runde der letzten 64 und verlor mit 1:5 gegen Fergal O’Brien.

#### 2000–2003: Abstieg und Verlust des Profistatus
In der Saison 2000/01 verschlechterten sich seine Ergebnisse und Gray blieb bei sechs der neun Turniere sieglos. Bei der UK Championship 2000 besiegte er unter anderem Joe Johnson und Alfie Burden und erreichte die Runde der letzten 48, in der er dem Schotten Chris Small mit 3:9 unterlag. Nachdem er beim Thailand Masters 2001 in die zweite Qualifikationsrunde gekommen war, zog er bei den Scottish Open erneut in die Runde der letzten 48 ein, in der er gegen Steve Davis mit 0:5 verlor. Bei der Qualifikation zur WM 2001 musste er gegen Nick Dyson eine 8:10-Auftaktniederlage hinnehmen. Hatte sich seine Weltranglistenplatzierung im Vorjahr nur geringfügig verändert, fiel er nun zum Saisonende um zehn Plätze ab und belegte den 92. Rang.
Auch in der folgenden Spielzeit scheiterte Gray bei den meisten Ranglistenturnieren frühzeitig; sechsmal verlor er in der ersten Qualifikationsrunde, unter anderem bei der WM 2002 gegen Jason Weston (8:10). Bei der UK Championship 2001, beim Thailand Masters 2002 und bei den Scottish Open 2002 erreichte er die Runde der letzten 80. Bei mehreren Non-ranking-Turnieren erzielte er hingegen gute Ergebnisse. So erreichte er das Viertelfinale bei der Benson & Hedges Championship, in dem er dem Schotten Hugh Abernethy unterlag, und zog bei zwei Turnieren der WSA Open Tour 2001/02 ins Endspiel ein; während er im September 2001 das Finale gegen Shaun Murphy mit 5:2 gewann, musste er sich beim Turnier im April 2002 Lee Spick mit 3:5 geschlagen geben. In der Weltrangliste belegte er am Saisonende den 100. Platz. Letztlich qualifizierte er sich nur dank Platz 3 in der Gesamtwertung der Open Tour für die nächste Saison.
In der Saison 2002/03 gelangte Gray erneut bei zwei Turnieren der WSA Open Tour ins Finale, diesmal verlor er jedoch beide Endspiele. Im Februar 2003 unterlag er dem Waliser Ryan Day mit 3:5 und einen Monat später verlor er mit 2:5 gegen Rory McLeod. Bei den Ranglistenturnieren hingegen blieb er erneut erfolglos; viermal schied er in der ersten Qualifikationsrunde aus, darunter die WM 2003 (8:10 gegen Jason Ferguson), und zweimal in der zweiten. Lediglich beim Irish Masters 2003 und bei den Scottish Open 2003 gewann er mehr als ein Spiel und gelangte in die Runde der letzten 80, in der gegen Dave Finbow beziehungsweise Stuart Bingham verlor. Am Saisonende belegte er in der Weltrangliste den 103. Platz und verlor somit seinen Profistatus.

#### 2003–2005: Erneuter Anlauf auf der Profitour
Nach dem Verlust seines Main-Tour-Platzes nahm Gray in der Saison 2003/04 an der Challenge Tour teil. Beim Auftaktturnier im September 2003 besiegte er unter anderem Stephen Kershaw und Dermot McGlinchey und zog ins Viertelfinale ein, in dem er dem Waliser Tim English mit 1:5 unterlag. Nach einem Erstrundenaus beim zweiten Turnier erreichte er beim dritten Event erneut das Viertelfinale, in dem er gegen Steve James verlor, und kam beim vierten Turnier ins Achtelfinale. Daneben trat er beim Masters Qualifying Event an und schied in der ersten Runde aus. Bei der WM 2004 setzte er sich in den Vorqualifikationsrunden gegen Garoid O’Connor, Colin Bingham und Gavin Pantall durch, bevor er durch eine 3:5-Niederlage gegen David Hall knapp die Runde der letzten 128 verpasste.
Zur Saison 2004/05 kehrte er auf die Main Tour zurück. Er trat jedoch nur bei drei Turnieren an (Grand Prix 2004, UK Championship 2004, Malta Cup 2005) und gewann lediglich bei der UK Championship ein Spiel, als er sich in der ersten Qualifikationsrunde gegen Paul Wykes durchsetzte und anschließend gegen Sean Storey mit 7:9 verlor. Sein letztes Spiel als Profi absolvierte er im Dezember 2004 bei der Qualifikation zum Malta Cup 2005, als er dem Waliser Darren Morgan mit 3:5 unterlag. Am Saisonende kam er in der Weltrangliste auf den 97. Platz und verlor somit seinen Profistatus.

#### Seit 2020: Rückkehr zum Snooker
Nach 14 Jahren Pause tritt Gray seit 2020 gelegentlich bei Turnieren der World Seniors Tour an. So nahm er 2020 an Qualifikationsturnieren für die World Seniors British Open und World Seniors 6-Reds teil, gelangte jedoch nicht ins Hauptturnier. Ein Jahr später scheiterte er beim World Seniors Masters, bei der World Seniors UK Championship und bei der World Seniors Championship in den Qualifikationswettbewerben.

### Poolbillard

#### 2006–2008: Erste Erfolge auf der Euro-Tour
Nachdem er 2005 seinen Profistatus im Snooker verloren hatte, wechselte Gray zum Poolbillard und nahm ab 2006 regelmäßig an Euro-Tour-Turnieren teil. Im April 2006 zog er bei den Italy Open erstmals in die Endrunde ein, in der er seinen Landsmann Richard Jones besiegte, bevor er im Achtelfinale dem späteren Turniersieger Imran Majid unterlag.
In der ersten Jahreshälfte 2007 scheiterte Gray bei zwei Turnieren in der Vorrunde und kam bei den German Open nicht über die Runde der letzten 32 hinaus. Im September gewann er seine erste Euro-Tour-Medaille, als er bei den Netherlands Open unter anderem Oliver Ortmann und David Alcaide besiegte, bevor er im Halbfinale dem Tschechen Roman Hybler mit 6:10 unterlag. Einen Monat später gewann er durch einen 10:7-Finalsieg gegen den Ungarn Vilmos Földes die Swiss Open. Schließlich kam er auch bei den Costa del Sol Open ins Halbfinale, in dem er sich jedoch dem Italiener Bruno Muratore mit 7:10 geschlagen geben musste. Durch die drei Halbfinalteilnahmen in Folge erreichte er anschließend in der Euro-Tour-Rangliste den ersten Platz.
Anfang 2008 zog Gray auf der Great Britain 9-Ball Tour (GB9) beim Midlands Classic ins Endspiel ein, in dem er gegen Imran Majid mt 10:11 knapp verlor. Nachdem er beim Euro-Tour-Auftakt 2008, den French Open, im Sechzehntelfinale ausgeschieden war, gewann er im April bei den Italy Open seine vierte Medaille, als er das Halbfinale erreichte und dem späteren Turniersieger Darren Appleton mit 6:9 unterlag. Zwei weitere Male kam er im selben Jahr auf der Euro-Tour ins Viertelfinale (Austrian Open, Swiss Open). Ende April 2008 nahm Gray in Fudschaira erstmals an der 8-Ball-Weltmeisterschaft teil und zog in die Runde der letzten 32 ein, in der er mit 5:10 gegen Chris Melling verlor. Wenige Tage später folgte seine erste Teilnahme am World Pool Masters, bei dem er sich in der ersten Runde dem späteren Turniersieger Alex Pagulayan mit 7:8 knapp geschlagen geben musste. Bei der 10-Ball-WM 2008 besiegte er unter anderem Corey Deuel und Daryl Peach und erreichte das Achtelfinale, in dem er dem Finnen Mika Immonen mit 4:9 unterlag.

#### 2009–2011: Weltmeisterschaftsdritter
Im Januar 2009 erzielte Gray seinen ersten Turniersieg bei der Great Britain 9-Ball Tour (GB9) Midland Classic, als er sich im Finale gegen Daryl Peach durchsetzte. Auf der Euro-Tour gelangte er im selben Jahr bei fünf der sechs Turniere in die Endrunde und im Dezember gewann er durch einen 8:6-Finalsieg gegen Karl Boyes die Costa del Sol Open.
Beim World Pool Masters 2010 erreichte Gray die Runde der letzten 32, in der er dem Amerikaner Rodney Morris mit 7:9 unterlag. Wenige Wochen später schied er bei seiner ersten Teilnahme an der 9-Ball-Weltmeisterschaft in der Vorrunde aus. Im August gewann er bei den Finland Open nach einer 7:8-Halbfinalniederlage gegen den späteren Turniersieger Nick van den Berg seine sechste Euro-Tour-Medaille, wohingegen er bei den Costa Blanca Open 2010 als Titelverteidiger im Achtelfinale gegen Darren Appleton ausschied.
Anfang 2011 schied Gray bei der 8-Ball-WM in der Vorrunde aus. Im Juli besiegte er bei der 9-Ball-Weltmeisterschaft unter anderem Kuo Po-Cheng, Antonio Gabica und Shane van Boening und zog ins Halbfinale ein, in dem er sich dem späteren Weltmeister Yukio Akakariyama nur knapp mit 10:11 geschlagen geben musste. Während er bei der Great Britain 9-Ball Tour nicht über das Viertelfinale hinauskam, nahm er nun auch an mehreren größeren Turnieren teil. So kam er unter anderem bei den Beijing Open und bei den US Open auf den siebzehnten Platz und wurde Dritter bei den World Class Open im ungarischen Eger. Im Juli 2011 gewann er durch einen 8:7-Finalsieg gegen Dimitri Jungo die Benelux Open und im Oktober setzte er sich im Endspiel der Sarajevo Open gegen Ralf Souquet mit 10:5 durch. Auf der Euro-Tour sicherte er sich 2011 zwei Medaillen; nachdem er bei den Austria Open im Halbfinale gegen den späteren Turniersieger Richard Jones mit 7:9 ausgeschieden war, gewann er durch einen 9:8-Sieg im Endspiel gegen David Alcaide die Treviso Open.

#### 2012–2015: World-Pool-Masters-Halbfinalist
Im September 2012 gewann Gray zum zweiten Mal ein Turnier der Great Britain 9-Ball Tour, als er sich im Finale des GB9 Southern Masters gegen Courtney Symons mit 9:7 durchsetzte. Bei den größeren Turnieren des Jahres schied er hingegen frühzeitig aus. So scheiterte er bei der 8-Ball-WM in der Vorrunde, kam bei den China Open auf den 33. Platz und bei den US Open auf den 49. Rang. Auf der Euro-Tour blieb er zum ersten Mal seit 2006 ohne Medaillengewinn; sein bestes Ergebnis erzielte er bei den German Open mit dem Erreichen des Viertelfinales, in dem er dem Ukrainer Artem Koschowyj mit 7:8 unterlag.
Auf der Great Britain 9-Ball Tour erzielte Gray 2013 einen dritten Platz und zog zweimal ins Finale ein. Im Juni verlor er das Endspiel des GB9-Northern Masters gegen Karl Boyes (10:11) und im Dezember folgte eine 9:11-Niederlage gegen Phil Burford beim British Grand Prix. Bei den Swedish Open erreichte er das Halbfinale und im September zog er bei der 9-Ball-WM in die Runde der letzten 64 ein, in der er dem Österreicher Mario He unterlag. Auf der Euro-Tour gelangte er 2013 bei allen Turnieren in die Endrunde und erzielte sein bestes Ergebnis bei den Austria Open, als er im Viertelfinale gegen den späteren Turniersieger Niels Feijen verlor.
Anfang 2014 gewann Gray bei den Italian Open die Bronzemedaille, nachdem er im Halbfinale gegen Karol Skowerski ausgeschieden war. Nachdem er bei zwei weiteren Turnieren ins Viertelfinale gekommen war, erzielte er im Oktober seinen vierten Euro-Tour-Sieg, als er sich im Finale der Dutch Open gegen den Griechen Nikos Ekonomopoulos mit 9:6 durchsetzte. Auf der Great Britain 9-Ball Tour kam er 2014 hingegen nicht über das Viertelfinale hinaus. Im November erreichte er beim World Pool Masters durch einen 8:4-Sieg gegen Mika Immonen das Viertelfinale, in dem er dem späteren Turniersieger Shane van Boening mit 4:8 unterlag.
Im Februar 2015 gewann Gray im Finale gegen Darryn Walker das GB9-Midlands Classic. Im August erzielte er sein bis dahin bestes Ergebnis beim World Pool Masters, als er durch Siege gegen die Weltmeister Ko Pin-yi und Ralf Souquet ins Halbfinale einzog, in dem er mit 4:8 gegen Darren Appleton verlor. Wenig später gelangte er bei der 9-Ball-WM ins Sechzehntelfinale und unterlag dem Kanadier John Morra. Auf der Euro-Tour kam er unterdessen zweimal ins Viertelfinale, unter anderem bei den Dutch Open, bei denen er als Titelverteidiger in der Runde der letzten acht gegen den späteren Turniersieger Albin Ouschan (8:9) verlor. Im November gewann er durch einen 9:3-Finalsieg gegen den Griechen Alexander Kazakis die Treviso Open.

#### Seit 2016: Abstieg
Nachdem er bei den Italian Open im Viertelfinale ausgeschieden war, gelang Gray im April 2016 sein sechster Euro-Tour-Sieg, als er im Finale der Austrian Open den Schweizer Ronald Regli mit 9:5 besiegte. Bei den weiteren Turnieren der europäischen Serie erreichte er 2016 zweimal das Viertelfinale und scheiterte bei den Treviso Open als Titelverteidiger im Achtelfinale an Marco Teutscher. Daneben wurde er unter anderem Dritter beim Deurne City Classic, Fünfter bei den Bergen Open, Siebzehnter bei den US Open und kam bei den Kuwait Open ins Sechzehntelfinale.
Anfang 2017 schied Gray beim World Pool Masters im Achtelfinale gegen Chang Jung-Lin aus und erreichte das Viertelfinale bei den Morocco Open. Auf der Euro-Tour kam Gray 2017 lediglich im März bei den Portugal Open über das Achtelfinale hinaus, als er nach einer Halbfinalniederlage gegen Nick van den Berg die Bronzemedaille gewann. Wenig später scheiterte er bei den Austrian Open als Titelverteidiger in der Runde der letzten 32 an Francisco Sánchez. Nachdem er bei den ersten beiden Turnieren der World Pool Series die Runde der letzten 16 knapp verpasst hatte, erreichte er beim Ryo Rack Classic das Achtelfinale und unterlag Darren Appleton (2:6, 5:6). Kurz zuvor hatte er an einem Turnier der Predator Pro-Am Tour in New York City teilgenommen und den dritten Platz belegt.
Im Februar 2018 gewann Gray im Finale gegen Lee Creighton ein Sideevent des GB9-Midlands Classic. Auf der Euro-Tour hingegen scheiterte er zweimal in der Vorrunde und kam lediglich bei den Klagenfurt Open über das Sechzehntelfinale hinaus, bei denen er unter anderem Marc Bijsterbosch besiegte und ins Endspiel einzog, in dem er sich dem Österreicher Mario He mit 8:9 geschlagen geben musste.
Anfang 2019 erreichte Gray bei den Bucharest Open das Viertelfinale. Das Euro-Tour-Jahr 2019 verlief für ihn erfolglos. Beim Auftaktturnier im Februar, den Leende Open, war er noch ins Viertelfinale gekommen, in dem er dem späteren Turniersieger Joshua Filler nur knapp mit 8:9 unterlag. Bei den weiteren Events der Serie kam er jedoch nicht mehr über das Achtelfinale hinaus und scheiterte zweimal bereits in der Vorrunde.
Auch bei den Treviso Open 2020, die aufgrund der COVID-19-Pandemie das einzige Euro-Tour-Turnier des Jahres waren, schied Gray in der Vorrunde aus.
Im Juni 2021 nahm Gray zum ersten Mal seit sechs Jahren wieder an der 9-Ball-Weltmeisterschaft teil und schied in der Vorrunde aus, nachdem er gegen Julio Burgos gewonnen und gegen Fjodor Gorst und Jasmin Ouschan verloren hatte.

#### Mannschaftskarriere
Gray nahm bislang fünfmal am World Cup of Pool teil. 2008 bildete er gemeinsam Daryl Peach das englische Team, das ins Finale einzog und dort dem amerikanischen Duo, Shane van Boening und Rodney Morris, mit 7:11 unterlag. Auch bei seiner zweiten Teilnahme, 2015, gelangte er gemeinsam mit Daryl Peach ins Endspiel, in dem sie sich diesmal den Taiwanern Ko Pin-yi und Chang Yu-Lung mit 8:10 geschlagen geben musste. Bei den drei folgenden Ausgaben kam Gray nicht über das Achtelfinale hinaus, wobei er 2017 mit Darren Appleton, 2018 und 2019 mit Imran Majid ein Team bildete.
Beim Mosconi Cup war Gray bislang dreimal Teil der europäischen Mannschaft, die dabei dreimal gewann. Während Gray 2008 und 2014 nur eines seiner Doppel- und Einzelspiele gewonnen hatte, entschied er 2016 drei seiner vier Doppel- und Einzelpartien für sich.
Mit der britischen Nationalmannschaft wurde er 2010 durch einen 4:1-Finalsieg gegen die Philippinen Teamweltmeister, wobei Gray seine Einzelbegegnung gegen Antonio Lining mit 8:2 gewann. Zwei Jahre später war er erneut Teil des britischen Teams, das diesmal im Halbfinale gegen Taiwan ausschied.

## Erfolge
Snooker
| Ergebnis | Jahr | Turnier                           | Finalgegner  | Endstand |
| -------- | ---- | --------------------------------- | ------------ | -------- |
| Sieger   | 1997 | WPBSA Qualifying School – Event 1 | Sean Lanigan | 5:4      |
| Sieger   | 2001 | WSA Open Tour 2001/02 – Event 1   | Shaun Murphy | 5:2      |
| Finalist | 2002 | WSA Open Tour 2001/02 – Event 5   | Lee Spick    | 3:5      |
| Finalist | 2003 | WSA Open Tour 2002/03 – Event 2   | Ryan Day     | 3:5      |
| Finalist | 2003 | WSA Open Tour 2002/03 – Event 3   | Rory McLeod  | 2:5      |

Poolbillard
| Ergebnis | Jahr | Turnier              | Finalgegner         | Endstand |
| -------- | ---- | -------------------- | ------------------- | -------- |
| Sieger   | 2007 | Swiss Open           | Vilmos Földes       | 10:7     |
| Finalist | 2008 | GB9-Midlands Classic | Imran Majid         | 10:11    |
| Sieger   | 2009 | GB9-Midlands Classic | Daryl Peach         | n. b.    |
| Sieger   | 2009 | Costa del Sol Open   | Karl Boyes          | 8:6      |
| Sieger   | 2011 | Benelux Open         | Dimitri Jungo       | 8:7      |
| Sieger   | 2011 | Sarajevo Open        | Ralf Souquet        | 10:5     |
| Sieger   | 2011 | Treviso Open         | David Alcaide       | 9:8      |
| Sieger   | 2012 | GB9-Southern Masters | Courtney Symons     | 9:7      |
| Finalist | 2013 | GB9-Northern Masters | Karl Boyes          | 10:11    |
| Finalist | 2013 | British Grand Prix   | Phil Burford        | 9:11     |
| Sieger   | 2014 | Dutch Open           | Nikos Ekonomopoulos | 9:6      |
| Sieger   | 2015 | GB9-Midlands Classic | Darryn Walker       | n. b.    |
| Sieger   | 2015 | Treviso Open         | Alexander Kazakis   | 9:3      |
| Sieger   | 2016 | Austrian Open        | Ronald Regli        | 9:5      |
| Sieger   | 2018 | GB9-Midlands Classic | Lee Creighton       | n. b.    |
| Finalist | 2018 | Klagenfurt Open      | Mario He            | 8:9      |

Mannschaftserfolge (Poolbillard)
- Weltmeister: 2010
- Mosconi Cup: 2008, 2014, 2016

## Teilnahmen an Weltmeisterschaften
| Disziplin   | 2004              | 2005              | 2006              | 2007              | 2008  | 2009  | 2010  | 2011              | 2012              | 2013              | 2014              | 2015              | 2016              | 2017              | 2018              | 2019              | 2020              | 2021              |
| ----------- | ----------------- | ----------------- | ----------------- | ----------------- | ----- | ----- | ----- | ----------------- | ----------------- | ----------------- | ----------------- | ----------------- | ----------------- | ----------------- | ----------------- | ----------------- | ----------------- | ----------------- |
| 8-Ball      | ?                 | ?                 | n. a.             | –                 | L32   | n. a. | –     | R                 | L32               | nicht ausgetragen | nicht ausgetragen | nicht ausgetragen | nicht ausgetragen | nicht ausgetragen | nicht ausgetragen | nicht ausgetragen | nicht ausgetragen | nicht ausgetragen |
| 9-Ball      | –                 | –                 | ?                 | –                 | n. a. | n. a. | R     | H                 | ?                 | L64               | –                 | L32               | –                 | –                 | –                 | –                 | n. a.             | R                 |
| 10-Ball     | nicht ausgetragen | nicht ausgetragen | nicht ausgetragen | nicht ausgetragen | A     | –     | n. a. | ?                 | nicht ausgetragen | nicht ausgetragen | nicht ausgetragen | –                 | nicht ausgetragen | nicht ausgetragen | nicht ausgetragen | –                 | n. a.             |                   |
| 14/1 endlos | n. a.             | n. a.             | ?                 | –                 | ?     | n. a. | ?     | nicht ausgetragen | nicht ausgetragen | nicht ausgetragen | nicht ausgetragen | nicht ausgetragen | nicht ausgetragen | nicht ausgetragen | nicht ausgetragen | nicht ausgetragen | nicht ausgetragen | nicht ausgetragen |

| Legende | Legende                               |
| ------- | ------------------------------------- |
| S       | Sieger                                |
| F       | Finalist                              |
| H       | Halbfinalist                          |
| V       | Viertelfinalist                       |
| A       | Achtelfinalist                        |
| LX      | Niederlage in der Runde der letzten X |
| R2      | Niederlage in Runde 2                 |
| R       | Vorrundenaus/Niederlage in Runde 1    |
| –       | nicht teilgenommen                    |
| n. a.   | nicht ausgetragen                     |